# Thanh Thủy, Nghi Sơn
Thanh Thủy là một xã thuộc thị xã Nghi Sơn, tỉnh Thanh Hóa, Việt Nam.

## Địa lý
Xã Thanh Thủy nằm ở phía bắc thị xã Nghi Sơn, có vị trí địa lý:
- Phía đông giáp phường Hải Châu
- Phía tây giáp huyện Nông Cống
- Phía nam giáp phường Hải Ninh và xã Thanh Sơn
- Phía bắc giáp huyện Quảng Xương.

Xã Thanh Thủy có diện tích 9,42 km², dân số năm 1999 là 6.264 người, mật độ dân số đạt 665 người/km².

## Lịch sử
Trước đây, Thanh Thủy là một xã thuộc huyện Tĩnh Gia.
Ngày 22 tháng 4 năm 2020, Ủy ban Thường vụ Quốc hội ban hành Nghị quyết số 933/NQ-UBTVQH14 thành lập thị xã Nghi Sơn trên cơ sở toàn bộ diện tích và dân số của huyện Tĩnh Gia. Xã Thanh Thủy thuộc thị xã Nghi Sơn như hiện nay.

## Hành chính
Xã Thanh Thủy được chia thành 4 thôn: Đồng Minh, Nhật Tân, Phượng Cát, Tào Sơn.

## Kinh tế - xã hội
Xã Thanh Thủy có tuyến đường liên huyện chạy qua thuận lợi cho việc giao thương hàng hóa, phát triển kinh tế, 100% các tuyến đường giao thông nông thôn đã được rải nhựa và bê tông hóa, 80% các tuyến đường giao thông chính nội đồng đã được cứng hóa và bê tông hóa.
Trên địa bàn xã có 1 trường tiểu học, 1 trường trung học cơ sở và 1 trường mầm non:
- Trường tiểu học Thanh Thủy
- Trường THCS Thanh Thủy
- Trường mầm non Thanh Thủy